# Détroit de Rugezi
Le détroit de Rugezi sépare l'île Oukéréoué de la rive est du lac Victoria, en Tanzanie. Sa largeur varie avec le niveau du lac ; elle est actuellement d'environ 3,8 kilomètres.